# Stora och Lilla Laxgrundet
Stora Laxgrundet och Lilla Laxgrundet är en ö i Finland. Den ligger i Bottenviken och i kommunen Larsmo i den ekonomiska regionen  Jakobstadsregionen i landskapet Österbotten, i den nordvästra delen av landet. Ön ligger omkring 95 kilometer nordöst om Vasa och omkring 420 kilometer norr om Helsingfors.
Öns area är 15,8 hektar och dess största längd är 0,8 kilometer i sydväst-nordöstlig riktning.

## Klimat
Inlandsklimat råder i trakten. Årsmedeltemperaturen i trakten är 1 °C. Den varmaste månaden är juli, då medeltemperaturen är 16 °C, och den kallaste är februari, med −14 °C.